# Будинок на вулиці Галицькій, 12 (Львів)
Будинок за адресою вулиця Галицька, 12 у Львові — багатоквартирний житловий чотириповерховий будинок з магазинним приміщенням на першому поверсі. З 1988 року кам'яниця включена до Місцевого реєстру пам'яток під охоронним номером 876 Розташований у квартальній забудові, обмеженої вулицями Галицькою, Староєврейською, Театральною і Братів Рогатинців.

## Історія
19 червня 1783 року Францішек Новаковський став власником старої кам'яниці, яка була в аварійному стані. А в 1792 році на її місці постала вже нова триповерхова кам'яниця. В подальшому будинок зазнав багато змін, у 1872 році проведено реконструкцію сходової клітки і даху під керівництвом архітектора Йогана Міхля. 1874 року тодішній власник Адам Якубовський добудовує четвертий поверх, того ж року відбувається і перепланування житлових приміщень під керівництвом архітектора Емануеля Галля. Наступна реконструкція відбулась 1914 року тоді відбулась зміна головного фасаду, а також крамничних вітрин і входу.
За часів Другої Речі Посполитої на першому поверсі було:
- виробництво корсетів Пезена;
- ювелірна крамниця Ґольдштайна;
- крамниця одягу Шокальської.

Також у 1927 році на партері будинку містився Союз українських купців, а у радянський час тут був комісійний магазин та магазин гумового одягу. Зараз тут магазин зоотоварів «Єврозоо».

## Архітектура
Чотири поверховий цегляний будинок зведений у стилі бароко. Фасад простий, бідний на архітектурні елементи зі зміщеним вліво головним входом. Вікна будинку з профільованим обрамуванням. На другому та третьому поверсі завершені лінійним сандриком, а під вікнами третього та четвертого поверху полички. Третій та четвертий поверх розділяє профільна тяга. Завершений будинок карнизом.